# Virginia Deer, Buck, Galloping
Virginia Deer, Buck, Galloping (em tradução livre, Cervo da Virgínia, Macho, Galopando) é um filme mudo britânico em curta-metragem realizado em 1887, parte do estudo do inventor e fotógrafo Eadweard Muybridge à respeito do movimento dos seres.
Não se trata de um filme como entendemos hoje, mas de uma sequência de fotografias de apenas alguns segundos, dispostas de forma a criar a impressão de movimento.

## Sinopse

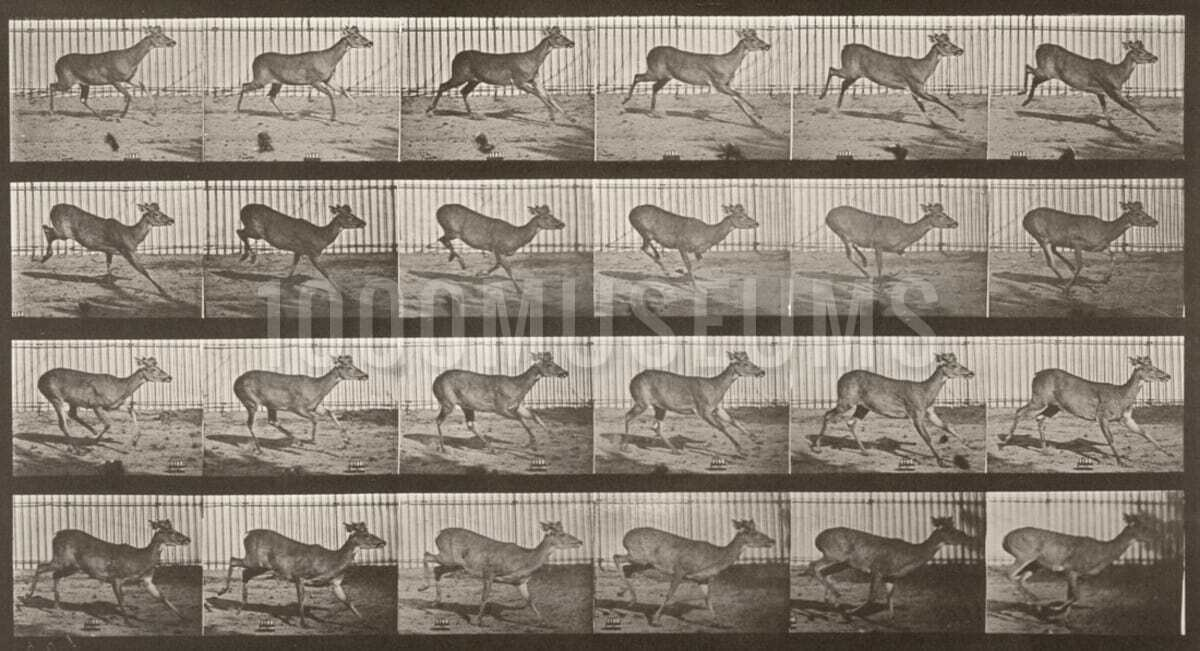
Sequência fotográfica de Virginia Deer, Buck, Galloping

Uma série de fotografias de um Cervo da Virgínia saltando. 